# 2014 SY349
2014 SY349 est un objet transneptunien de magnitude absolue 7,1 encore mal connu, son diamètre est estimé à 168 km.